# SummerSlam (2003)
SummerSlam (2003) — щорічне pay-per-view шоу «SummerSlam», що проводиться федерацією реслінгу WWE. Шоу відбулося 24 серпня 2003 року в Talking Stick Resort Arena у м.Фінікс, Аризона, США. Це було 16 шоу в історії «SummerSlam». Сім матчів відбулися під час шоу та ще один перед показом.